# النقيب علي (السياني)

تعديل مصدري - تعديل

النقيب علي محلة تابعة لقرية الجامع، التابعة لعزلة وادي سير بمديرية السياني إحدى مديريات محافظة إب في الجمهورية اليمنية، بلغ تعداد سكانها 50 حسب تعداد اليمن لعام 2004.